# 夜、灯す
『夜、灯す』（よる、ともす）は、日本一ソフトウェアより2020年7月30日に発売されたPlayStation 4およびNintendo Switch用ゲームソフト。
歴史ある女子高を舞台に、怪異事件に巻き込まれた5人の少女を描くホラー百合アドベンチャー。
本作のタイトルは、月刊コミックビーム連載の漫画『繭、纏う』のオマージュで、作者の原百合子からも承諾されている。発売前には両者の公式Twitter合同のプレゼントキャンペーンが行われている。

## あらすじ
かつてお嬢様学校と呼ばれていた大正時代から続く、歴史ある学校「神楽原女学園」。その昔、お互いの一番大事なものを交換して、卒業まで姉妹の契約をする「疑似姉妹」なる制度が作り出されていた。
同校の筝曲部に所属する鈴は夏休み明けのコンクールに向けて真弥、累、麗子と共に自主練習に勤しんでいた。
夏休み初日にみんなで怪談話をした日を境目に、鈴は夢で見ず知らずの「お姉さま」を見るようになった。すると、ある日、「お姉さま」そっくりな箏曲の家元の娘・有華が突然転校してくる。
有華も筝曲部に入部し、夏休み明けのコンクールに参加することになったが、鈴たちの演奏を聞くなり「音楽への侮辱だ」とのたまい孤立してしまう。
筝曲部の部長と共に頭を悩ます鈴だが、ある時、部長の下駄箱に有華から「話がしたい」と呼び出しのメモが入っていた。話し合いをするチャンスだと鈴は呼び出された旧校舎に向かったが、しばらくして見付かったのは、旧校舎の2階から転落した血まみれの部長だった。

## 登場人物
担当声優はEARLY WINGグループの所属者のみが起用されている。

### メインキャラクター
十六夜 鈴（いざよい すず）
声 - 長野佑紀
本作の主人公。幼い頃に両親を亡くし、今は遠縁のおばあちゃんと一緒に【天暁寺】というお寺に暮らしている。
神楽原女学園・箏曲部のエースで次期部長。誰とでも別け隔てなく接する明るい性格。
皇 有華（すめらぎ ゆうか）
声 - 望月麻衣
箏曲部に入部してきた転校生。筝曲界の家元の娘で、自身の腕も一流。神楽原女学園に纏わる日記が綴られた「手帳」を大切にしている。
容姿は鈴の夢の中の「お姉さま」にそっくり。
青柳 真弥（あおやぎ まや）
声 - 河野ひより
普段はしっかり者だがたまにやらかす鈴の幼馴染。鈴のことが大好きで、箏も鈴の影響で始めた。お菓子作りが得意で、度が過ぎるほどの怖がり。
舞原 累（まいはら るい）
声 - 都丸ちよ
明るくて元気だが、短気な性格。元は陸上部として活躍していたが、足の怪我を理由に箏曲部に入部した。自分を受け入れてくれた部長が大好き。
田鎖 麗子（たくさり れいこ）
声 - 大坪由佳
おっとりしていてマイペースだがしっかり者で、皆を見守るお姉さん的ポジション。学園の理事長の孫娘。

### サブキャラクター
菅野 多恵（かんの たえ）
声 - 衣川里佳
箏曲部の顧問。
武沢 麻理乃（たけざわ まりの）
声 - 千田葉月
箏曲部の現部長。箏の初心者だった累にも一から教えた甲斐性のある先輩。
小夜子（さよこ）
声 - 東城日沙子
鈴の夢の中に現れる「お姉さま」。有華そっくりだが、表情などは温か。
十六夜 妙蓮（いざよい みょうれん）
声 - 篠永百合
鈴と一緒に寺に住む遠縁のおばあちゃん。鈴の親代わりのような存在。

## 開発
本作は、毎年夏に日本一ソフトウェアが発売しているホラーゲームの1本として考案された。企画は2019年の春先あたりから始まり、初めて情報を公開した2020年4月の時点で8割ほど完成していた。
『夜、灯す』というタイトルは、シナリオ完成後の誤字脱字チェック中あたりで決定した。『夜、灯す』は元々タイトル候補の1つであり、プロデューサーの菅沼元は漫画『繭、纏う』を真似しすぎていることから良心の呵責を感じていたが、字面が素敵であることや、タイトルに読点のあるゲームはほとんどないため目立つ背表紙になるだろうということから、『夜、灯す』というタイトルがお気に入りになっていった。
『繭、纏う』からはタイトルをオマージュしており、「古き良き学校の伝統」という部分もインスパイアされている。